# Lac Lanoraye
Pour les articles homonymes, voir Lanoraye.
Le Lac Lanoraye est un plan d'eau douce dont la décharge se déverse dans la rivière du Malin, dans le territoire non organisé de Lac-Jacques-Cartier, dans la municipalité régionale de comté (MRC) La Côte-de-Beaupré, dans la région administrative de la Capitale-Nationale, dans province de Québec, dans Canada.
Le Lac Lanoraye est situé au nord du parc national de la Jacques-Cartier, soit à 0,6 km au sud d'une courbe du cours de la partie supérieure de la rivière Jacques-Cartier.
La zone de ce lac est desservie par quelques routes secondaires pour les besoins de la foresterie et des activités récréotouristiques.
La foresterie est la principale activité économique du secteur; les activités récréotouristiques, en second.
La surface du Lac Lanoraye est généralement gelée du début décembre à la fin mars, mais la circulation sécuritaire sur la glace se fait généralement de la mi-décembre à la mi-mars.

## Géographie
Le lac Lanoraye comporte une longueur de 1,1 km, une largeur de 0,8 km et sa surface est à une altitude de 781 m. Ce lac encaissé entre les montagnes ressemble à un rectangle aux coins arrondis. Ce lac comporte une presqu'île rattachée à la rive est s'étirant vers l'ouest en direction de l'île.
Le cours de la rivière Jacques-Cartier passe à 0,5 km du côté nord du lac Lanoraye.
À partir de l'embouchure du lac Lanoraye, le courant descend sur 11,0 km en suivant le cours de la rivière du Malin. Puis le courant emprunte le cours de la rivière Jacques-Cartier sur km généralement vers le sud jusqu'à la rive nord-est du fleuve Saint-Laurent.

## Toponymie
Le toponyme « Lac Lanoraye » a été officialisé le 5 décembre 1968 par la Commission de toponymie du Québec.